# 埃斯库贝普特
埃斯库贝普特（法語：Escoubès-Pouts）是法国上比利牛斯省的一个市镇，属于阿尔热莱加佐斯区（Argelès-Gazost）卢尔代东县（Lourdes-Est）。该市镇总面积2.77平方公里，2009年时的人口为101人。

## 人口
埃斯库贝普特人口变化图示